# Нух (пророк)
Вижте пояснителната страница за други значения на Нух.
Нух (Арабски: نوح) е ислямски пророк според Корана. В Библията е познат като Ной. Историята му е разпръсната на много места в Корана и дори в него има сура, която се казва Нух.

## Историята на Нух според Корана
Според Корана Нух е бил вдъхновен от Аллах, както и другите пророци, и бил доверен пратеник. Той постоянно предупреждавал хората (близо хиляда години) за болезнената съдба, която ги очаквала, защото били грешници и не се подчинявали на Аллах. Той призовал хората да служат на Аллах като им казвал, че никой друг освен Аллах може да ги спаси. Той казвал, че времето на потопа било определено и нищо не можело да го забави и призовавал своите хора да се обърнат към Аллах, така че Той да им прости.
Първенците, които не вярвали, казали, че Нух несъмнено греши и бил само един простосмъртен като тях. Нух отговорил, че няма грешка от негова страна, а че пратеник на Господа на Световете и им предава посланието на Аллах. Нух бил изпратен да напомни на хората за Аллах, за да се разкаят и да получат милост.
Аллах наредил на Нух да построи кораб, вдъхновен от Него. Докато строял кораба, първенците го отминавали с присмех. След като бил завършен, корабът бил натоварен с животни и с покъщнината на Нух. Хората, които отричали съобщението на Нух, се издавили; синът на Нух също бил един от тях. Последният детайл липсва в останалите източници, което е доказателство за оригиналността на Корана.
Нух е наричан признателен раб. Сред потомството на Нух (и Ибрахим) е пророчеството и Писанието.